# Стамиц, Ян Вацлав Антонин
Ян Вацлав Антонин Стамиц (чеш. Jan Václav Antonín Stamic; нем. Johann Wenzel Anton Stamitz; 19 июня 1717[…], Гавличкув-Брод, Земли Чешской короны[…] — 27 марта 1757[…], Мангейм, Margraviate of Baden[…]) — чешский композитор, дирижёр, скрипач, основоположник мангеймской школы. Отец Карла Стамица и Антона Стамица.

## Биография
Ян Стамиц родился в семье органиста. Учился в гимназии в Йиглаве, затем в Карловом университете в Праге. В 1741 году поселился в Мангейме, в 1743 году стал первой скрипкой мангеймского придворного оркестра, в 1745 году — его дирижёром. В 1754—1755 годах работал в Париже.
Стамиц считается основоположником мангеймской музыкальной (композиторской и оркестровой) школы, для которой характерны, в частности, беспрецедентная самостоятельность партий духовых инструментов и интенсивное использование крещендо всего оркестра в противовес сдержанной динамике барочной музыки.
Стамицу принадлежит около 50 симфоний — считается, что именно он первым стал систематически писать четырёхчастные симфонии, добавляя к более раннему трёхчастному циклу менуэт или трио перед финалом. Стамиц написал также ряд оркестровых концертов (главным образом, для скрипки и для флейты), Торжественную мессу (1755), немало сонат.
Среди наиболее заметных его учеников были Франц Игнац Бек и Христиан Каннабих.